# جاك بوجن
جاك بوجن هو مصور سويسري، ولد في 20 مايو 1954 في كانتون فريبورغ في سويسرا.

## وصلات خارجية
- الموقع الرسمي